# La Femme qui s'est enfuie
Pour plus de détails, voir Fiche technique et Distribution.
La Femme qui s'est enfuie (hangeul : 도망친 여자 ; RR : Domangchin yeoja ; litt. « La femme en fuite ») est un film sud-coréen écrit, produit et réalisé par Hong Sang-soo, sorti en 2020.
Il est sélectionné en compétition officielle à la Berlinale 2020, où Hong Sang-soo remporte l'Ours d'argent du meilleur réalisateur.

## Synopsis
Une femme mariée depuis cinq ans est séparée pour la première fois de son mari pendant plus d'une journée. Elle rend visite à une vieille amie, divorcée, dont elle envie le logement près d'un bout de jardin. Elle va chez une autre amie, qui fréquente un café d'artistes où elle fait des rencontres. Enfin elle va voir un film dans un centre d'arts, mais rencontre une ancienne amie et le mari de celle-ci, écrivain célèbre qui a autrefois été son petit ami.

## Fiche technique
- Titre original : 도망친 여자, Domangchin yeoja
- Titre anglophone international : The Woman Who Ran
- Titre français : La Femme qui s'est enfuie
- Réalisation, scénario, production, montage et musique : Hong Sang-soo
- Photographie : Kim Soo-min
- Société de production : Jeonwonsa Film Co.
- Société de distribution : China Media Capital
- Pays de production :  Corée du Sud
- Langue originale : coréen
- Format : couleur
- Genre : drame
- Durée : 77 minutes
- Dates de sortie :
  - Allemagne : 25 février 2020 (Berlinale)
  - Corée du Sud : 17 septembre 2020
  - France : 30 septembre 2020

## Distribution
- Kim Min-hee : Gam-hee
- Seo Young-hwa : Yeong-soon
- Song Seon-mi : Soo-yeong
- Kim Sae-byuk : Woo-jin
- Kwon Hae-hyo : le professeur Jeong
- Shin Suk-ho : l'homme au chat
- Ha Seong-guk : le jeune poète
- Darcy Paquet : un membre du public étranger
- Lee Eun-mi : Yeong-ji

## Accueil

### Critique
En France, Allociné recense une moyenne des critiques presse de 3,5/5.

## Distinction

### Récompense
- Berlinale 2020 : Ours d'argent du meilleur réalisateur[3]